# نهر الظلام (فلم 2011)
نهر الظلام (بالإنجليزية: River of Darkness) هو فيلم رعب تم انتاجه في الولايات المتحدة، صدر سنة 2011، من بطولة كيرت أنغل، كيفين ناش وسايكو سيد.

## القصة
بلدة تقع قرب نهر تحصل فيها جرائم قتل وحشية لذا يقوم قائد الشرطة (لوغان) بالتحقيق فيها.

## وصلات خارجية
- مقالات تستعمل روابط فنية بلا صلة مع ويكي بيانات

- نهر الظلام على IMDB
- نهر الظلام على Rotten Tomatos